# Коньков, Анатолий Дмитриевич
Анато́лий Дми́триевич Конько́в (укр. Анатолій Дмитрович Коньков; 19 сентября 1949, Красный Луч, Ворошиловградская область — 4 октября 2024, Киев) — советский футболист, советский и украинский тренер. В прошлом полузащитник. Мастер спорта (1969), мастер спорта СССР международного класса (с 1975), заслуженный мастер спорта СССР (1982).

## Биография
Играть начал в Краматорске Донецкой области. В 1968—1974 годах играл за донецкий «Шахтёр». В 1972 году выступал в составе сборной СССР в финальном турнире чемпионата Европы, будучи игроком команды первой лиги («Шахтёр» (Донецк). В 1975—1981 годах играл в киевском «Динамо». В 1975 году стал сначала обладателем Кубка кубков, а затем и Суперкубка УЕФА. И в финале Кубка кубков против «Ференцвароша», и в обоих матчах Суперкубка против «Баварии» сыграл по 90 минут.
С конца 2006 года президент детского ФК «Старт» имени Анатолия Конькова. С 2008 по 2012 — спортивный директор ФК «Сталь» Алчевск. Со 2 сентября 2012 по 23 января 2015 года занимал пост президента Федерации футбола Украины.

### Обвинения в коррупции
В период пребывания на посту президента ФФУ Коньков подвергался обвинениям в коррупции со стороны своего коллектива, в частности Анатолия Попова (вице-президента ФФУ). Одним из главных аргументов против Конькова были его многочисленные командировки в Европу, которые обошлись ФФУ в 215 тыс. гривен. Была высказана идея послать Конькову открытое письмо и приложить к нему соответствующие документы.

«Сколько на эти деньги можно было накупить мячей и формы для детей, настроить полей… Ведь именно развитие детско-юношеского и массового футбола Коньков считал своими приоритетными задачами на посту президента ФФУ. А взобравшись на футбольный трон занялся вопиющей растратой бюджетных денег.» — из фиктивного открытого письма

Другим аргументом не в пользу Конькова было неоправданное увеличение числа сотрудников ФФУ более чем на 30 человек, при этом он обещал сокращение штата. Кроме этого среди новоизбранных кадров было много некомпетентных и неквалифицированных чиновников. Коньков пытался набрать в штат как можно больше приближённых и аффилированных сотрудников, за что также подвергся серьёзной критике.
Сам Коньков все обвинения в коррупции отрицал. Своих оппонентов обвинял в финансовых махинациях.

### Смерть
Умер 4 октября 2024 года в возрасте 75 лет. Похоронен на Байковом кладбище в Киеве

## Достижения

### Командные
- Чемпион СССР (4): 1975, 1977, 1980, 1981
- Обладатель Кубка СССР: 1978
- Обладатель Кубка обладателей кубков УЕФА: 1975
- Обладатель Суперкубка УЕФА: 1975
- Серебряный призёр чемпионата Европы 1972 года
- Бронзовый призёр Олимпийских игр 1976 года

### Личные
- В списках 33 лучших футболистов СССР 9 раз, из них № 1 (1975—1978) — 4 раза, № 2 (1979—1981), № 3 (1971 и 1973)
- Награждён орденом «За заслуги» III степени (2004)[12], II степени (2015)[13] и I степени (2020)[14]